# Amager Strandpark

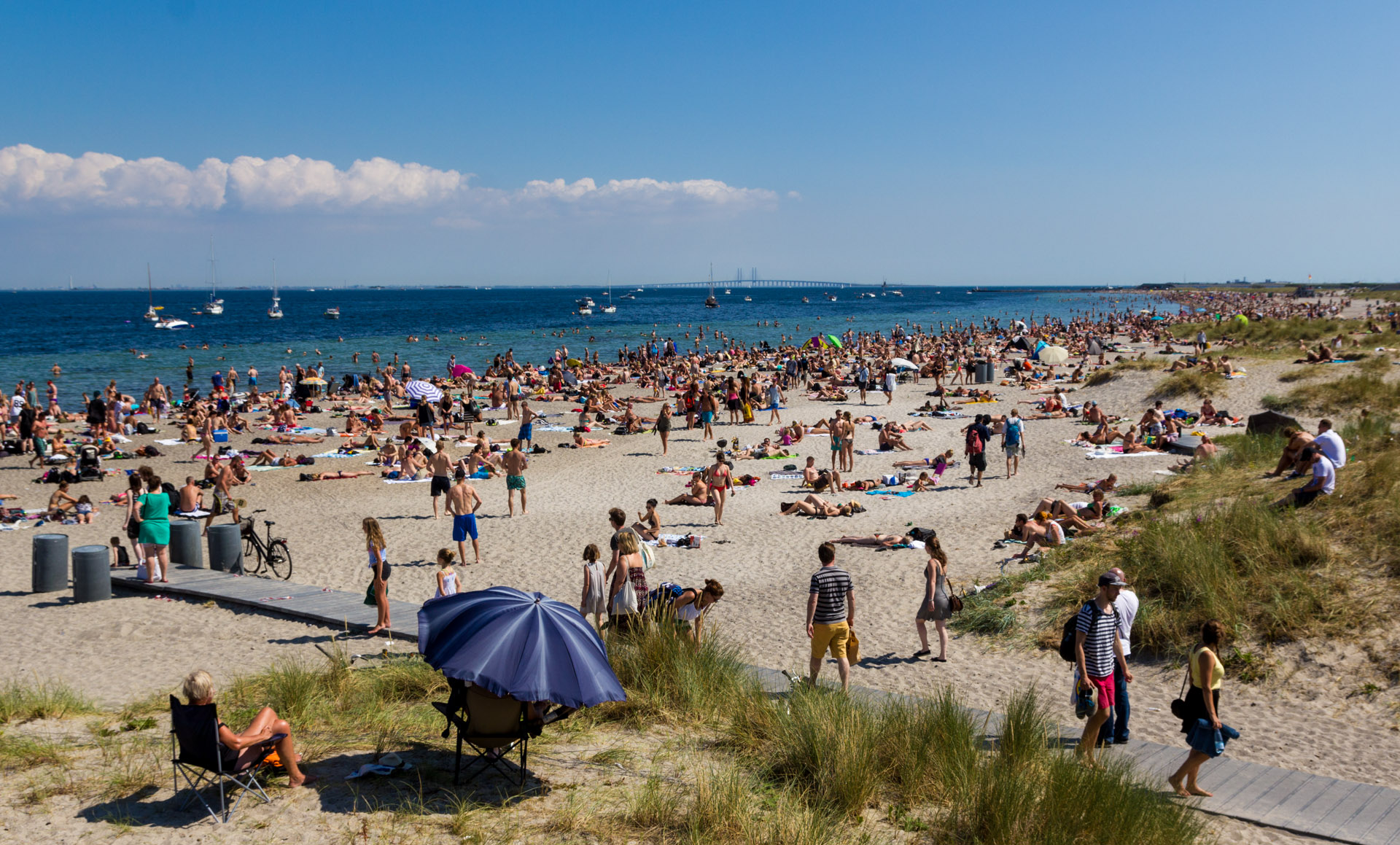
Amager Strandpark

Amager Strandpark är en stor sandstrand i sydöstra Köpenhamn vid Öresund, inte mer än 5 km från det centralt belägna Kongens Nytorv. Amager är i sig en ö, och förkortas ofta Ama'r för att återspegla det danska uttalet. Många svenska uttalar "felaktigt" öns namn "Amager", vilket även förekommer när danskar ska uttala namnet på engelska (t.ex. är så fallet i högtalarsystemet när metrostationen Amager Strand uppläses). Den del av Amager som Amager Strandpark ligger på heter Sundbyöster.
Det har länge funnits en strandremsa på Amagers östkust, men under lång tid användes den av armen och det var inte förrän 1934 som strandparken anlades. Ännu då var denna östra sida av Amager dock främst industriell, och i viss mån militär till följd av ett stort antal bunkrar och Kastrup Forts belägenhet i närheten. Kastrup Fort har sedermera blivit en attraktiv utsiktsplats med utsikt över Öresund och hela vägen in till centrala Köpenhamn, med en vallgrav, restaurang, lekplats och promenadstråk. De militära bunkrarna har även de integrerats i miljön med gräs, och hyrs idag ut av kommunen t.ex. som replokal till musiker.
Det var 2005 som den nya strandparken invigdes och som området förändrades i grunden. En konstgjord ö avgränsad från själva Amager anlades via en upp till 400 meter bred inre lagun. Lagunen används idag till en rad friluftsaktiviteter såsom kajaking, simning, kite surfing och wind surfing. Själva sandstranden ut mot Öresund är ljus och finkornig och har bara pumpats till sin nuvarande plats kortare sträckor - en stor mängd sand togs upp ur Öresund. Förut långgrunda områden har omfördelats till en över 4 km lång och omkring 250 meter bred strand. Från stranden badas det och det finns också aktiva dykare och harpunfiskare som utgår från stranden. Från stranden ser man fiskebåtar, segelbåtar, Malmö med Turning Torso, och inte minst Öresundsbron. Stranden sydligaste del är gräsbevuxen och här finns bland annat en bastuanläggning, ett kajakhotell och restauranger, samt de stora öppna grönområdena Femören och Tiören där musikfestivaler och andra event hålls i synnerhet på sommaren - bland annat hålls här Grön Festival, Ironman-lopp, en oktoberfest och en matfestival. Längs med hela stranden finns strategiskt utplacerade glasskiosker och (på sommaren) vakttorn. Det finns också ett stort område för lekaktiviteter såsom minigolf. På norra änden av Amager Strandpark finns den anrika badanstalten Helgoland. Längs med Amager Strandvej, som löper längs med hela stranden, finns attraktiva bostadsområden i form av villor och lägenheter, och ett antal restauranger (bland annat Sticks ´n Sushi), gym, delikatessbutiker, supermarket och glassbutiker. Amager strandpark har bl.a. fått epitetet "Köpenhamns riviera" i tidningen Sydsvenskan.
Redan 2007 fick Amager Strandpark tre närliggande metrostationer - Øresund, Amager Strand och Femøren.
Hela anläggningen ligger dock inom Köpenhamns kommun. Idén till nybyggnationen kommer från de under 1960- och 1970- talen uppförda strandparkerna med tillhörande marinor i norra delen av Köge bukt. Strandparkerna i Köge bukt byggdes i sin tur bland annat för att förebygga översvämningar och bidrog till att popularisera boendet längs den då planerade S-tåglinjen (Køge Bugt-banen) längs bukten. 
När Amager Standpark byggdes var huvudsyftet mer att ge Köpenhamns kommun en fin strand, men det har även tillkommit mycket ny bebyggelse. Stora kvarter har byggts under 2010-talet.